# Conseil français du culte musulman

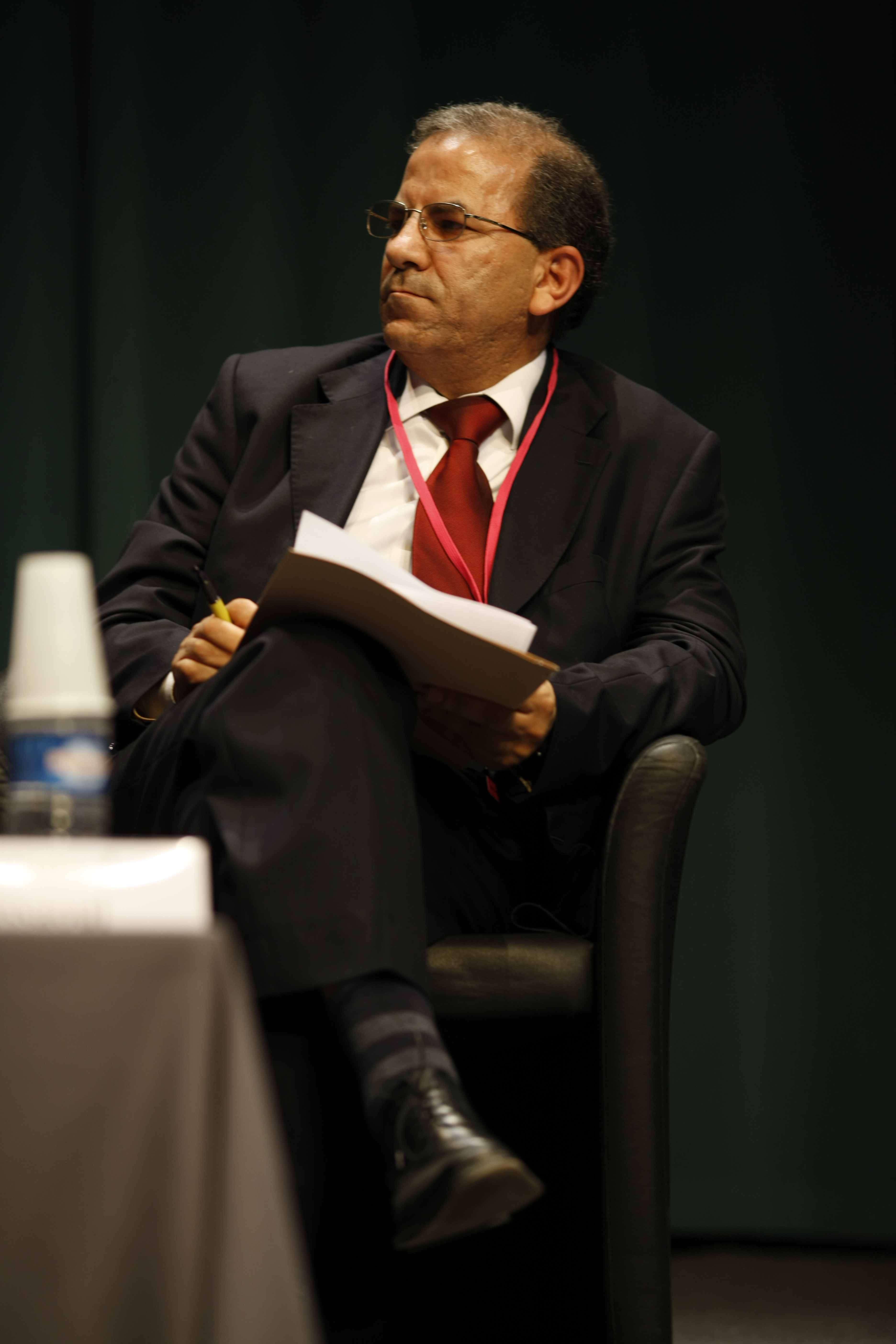
Mohammed Moussaoui, Vorsitzender des CFCM

Der Conseil français du culte musulman (CFCM; Französischer Rat des muslimischen Kultes) ist ein islamischer Dachverband in Frankreich. Er wurde am 28. Mai 2003 gegründet. Neben der Zentrale bestehen 25 Regionalräte entsprechend den 26 Regionen des Landes (frz.: Conseil Regional du Culte Musulman, CRCM).
Entsprechungen gibt es bei Katholiken, Protestanten und Juden: Die katholische Kirche des Landes wird durch die Bischofskonferenz vertreten, die Protestanten durch den Protestantischen Bund, die Juden durch das Consistoire central israélite.

## Entstehung
Der CFCM wurde 2003 mit der Unterstützung des damaligen französischen Innenministers Nicolas Sarkozy gegründet und gilt seitdem als De-facto-Vertretung der Muslime in Frankreich. Diese kommen vor allem aus Algerien und Marokko.
Bei der Gründung legte das Innenministerium fest, dass der Rektor der Großen Moschee von Paris, Dalil Boubakeur, unabhängig vom Ausgang der Wahlen zum Präsidenten des CFCM bestellt wird. Gründungsmitglied ist unter anderen Soheib Bencheikh. Seit der Wahl von 2020 ist der Marokkaner Mohammed Moussaoui Präsident des Rates, der bereits von 2008 bis 2013 den Vorsitz innehatte.

## Aufgaben
Der CFCM wirkt unter anderem beim Moscheebau, der Erarbeitung von Richtlinien für den Handel mit Halāl-Produkten, der Ausbildung von Imamen, der Organisation der Pilgerfahrt (Haddsch/Umra) und dem Aufbau einer muslimischen Gefängnis- und Krankenhausseelsorge sowie in der Armee mit. Außerdem legt er die Fastentage im Monat Ramadan fest.

## Öffentliche Wahrnehmung und Kritik
Kritiker wandten ein, dass nach den Prinzipien des Laizismus keine Notwendigkeit für eine offizielle Repräsentation religiöser Gruppen bestehe, die den gesellschaftlichen Dialog beherrsche.
Beobachter befürchten, dass angesichts der mageren Arbeitsbilanz des CFCM und der Rivalität der Verbände das Misstrauen der jungen Generationen gegenüber dem CFCM zunehmen werde und der CFCM nur noch als eine Instanz im Dienst des Auslandes und als eine Versammlung von Honoratioren wahrgenommen werde.
Nachdem eine 16-jährige Französin auf dem Internetdienst Instagram geäußert hatte „Ich hasse Religion, der Koran ist voller Hass… Eure Religion ist Scheiße“ und daraufhin wegen Drohungen nicht mehr zur Schule gehen und bei Verwandten untertauchen musste, äußerte der CFCM-Generaldelegierte Abdallah Zekri Verständnis für die Drohungen: „Wer Wind sät, muss mit dem Sturm rechnen.“ Er führte ferner aus: „Das Mädchen weiß, was sie sagt. (…) Sie hat die Religion beleidigt, jetzt muss sie die Folgen ihrer Worte tragen“.

## Wahlen

### 2003
Bereits im Vorfeld der Wahl im April des Jahres hatte der französische Innenminister ausgehandelt, dass der Präsident des zu wählenden Islam-Rats der liberale Vorsteher der algerischen Moscheegemeinde von Paris, Dalil Boubakeur, werden solle. Von 41 Sitzen gingen sechs Sitze an den algerisch dominierten Verband der Pariser Moschee (GMP), 16 Mandate errang die von Marokko unterstützte „Nationale Föderation der Muslime Frankreichs“ (FNMF) und 13 Sitze entfielen auf die als islamistisch geltende „Union der Islamischen Vereine Frankreichs“ (UOIF). Unabhängige Listen und Vertreter des Übersee-Departements La Réunion teilten weitere sechs Sitze unter sich auf. 22 weitere Abgeordnete waren vorab von den französischen Behörden bestimmt worden. Erst 2005 sollen alle Vertreter gewählt werden. Der 16-köpfige Verwaltungsrat, der dem Islam-Rat vorsteht, wurde jedoch bereits im Dezember 2002 von der französischen Regierung bestimmt – genauso wie die beiden Stellvertreter Boubakeurs, die von der FNME und der UOIF gestellt werden.
Von den insgesamt 1342 Moscheen der Republik waren 992 an der Wahl beteiligt. Kritisch wurde angemerkt, dass die Anzahl der in den Moscheen zu wählenden Delegierte sich nicht nach der Zahl der von ihnen vereinigten Gläubigen, sondern nach der Größe des Moscheegrundrisses richtete. Unter den 4032 Delegierten befand sich keine Frau.

### 2008
Die Arbeit des CFCM war in den ersten fünf Jahren meist durch interne Rivalitäten gelähmt.
Die Marokkaner gewannen beide Wahlen (damals unter dem Namen FNMF) und treten nun unter dem Namen „Versammlung der Muslime in Frankreich“ (RMF) an. Innenministerin Michèle Alliot-Marie scheiterte in Algier und Rabat bei dem Versuch, diesen „Deal“ zu erneuern. Der CFCM stand damit die erste offene Wahl bevor.
Obwohl die Großmoschee in Paris (GMP) das symbolische Zentrum des Islam in Frankreich repräsentiert, ist sie neben der marokkanisch dominierten RMF und der UOIF, der Nähe zur Muslimbruderschaft nachgesagt wird, nur die drittstärkste Gruppe. Die algerisch dominierte GMP drohte, die bevorstehende Wahl zu boykottieren.
Die Wahl wurde erwartungsgemäß von der RMF (hat als konkurrierende Organisation den FNMF faktisch ersetzt) gewonnen und der Präsident der RMF zum Präsidenten der CFCM bestellt. Die GMP hielt aus Protest an der Verteilung der Zahl der Delegierten an ihrem Wahlboykott fest.
Der Druck dafür soll von der algerischen Regierung gekommen sein, die im Namen der alten französisch-algerischen Beziehungen den Vorsitz des CFCM einforderte. Die Wahl am 9. Juni wurde von der RMF mit 43,2 % der Stimmen vor der UOIF (30,2 %) und der CCMTF (türkische Muslime, 12,7 %) gewonnen.

## Islamische Interessengruppen in Frankreich
| Gruppe  | Französischer Name                                                                      | Deutscher Name                                          | Ausrichtung                     | 2003       | 2005       | 2008     | 2011       | 2013       |
| ------- | --------------------------------------------------------------------------------------- | ------------------------------------------------------- | ------------------------------- | ---------- | ---------- | -------- | ---------- | ---------- |
| FNMF    | Fédération nationale des musulmans de France                                            | Nationale Föderation der Muslime Frankreichs            | marokkanisch                    | 16 Mandate | 19 Mandate | Verzicht | 1 Mandat   | -          |
| RMF     | Rassemblement des musulmans de France                                                   | Versammlung der Muslime in Frankreich                   | marokkanisch                    | –          | –          | 43,2 %   | 30 Mandate | 25 Mandate |
| UOIF    | Union des organisations islamiques de France                                            | Union der Islamischen Vereine Frankreichs               | Muslimbruderschaft              | 13 Mandate | 10 Mandate | Boykott  | Boykott    | 2 Mandate  |
| GMP     | Grande Mosquée de Paris                                                                 | (Netzwerk der) Pariser Moschee                          | algerisch                       | 6 Mandate  | 10 Mandate | Boykott  | 2 Mandate  | 8 Mandate  |
| CCMTF   | Comité de coordination des musulmans turcs de France                                    | „Koordinationsrat der türkischen Muslime in Frankreich“ | türkisch                        | –          | 1 Mandat   | 12,7 %   | 5 Mandate  | 6 Mandate  |
| FFAIACA | Fédération française des associations islamiques d’Afrique, des Comores et des Antilles |                                                         | Afrika und Übersee-Départements | 6 Mandate  | –          | 13,9 %   | -          | -          |
| –       | Fédération „Invitation et mission pour la foi et la pratique“                           |                                                         |                                 | 6 Mandate  | –          | 13,9 %   |            |            |
| –       |                                                                                         | Unabhängige Moscheen                                    |                                 | 6 Mandate  | 3 Mandate  | 13,9 %   | 3 Mandate  | 2 Mandate  |